# トミー・スウィニー
トーマス・R・スウィーニー（Thomas R. Sweeney、1995年7月1日 - ）は、アメリカ合衆国ニュージャージー州ラムジー出身のアメリカンフットボール選手。ポジションはタイトエンド（TE）。NFLのニューヨーク・ジャイアンツに所属している。カレッジフットボールはボストンカレッジでプレーをし、2019年のNFLドラフトで7巡目全体228位指名をされ、ビルズに入団した。

## 大学時代
ボストンカレッジでは5年間プレーをした。1年目シーズンはレッドシャツ生として過ごし、レッドシャツの1年目に36回のキャッチで512ヤード、4回のタッチダウンを記録し、チームをリードした。また、オールアトランティック・コースト・カンファレンス(ACC)の第3チームに選ばれた。
最終シーズンとなった5年目には、32回のキャッチで348ヤード、3回のタッチダウンを記録し、オールACCの第1チームに選ばれた。大学キャリアを通して、38試合の出場で、99回のキャッチで1,281ヤード、10回のタッチダウンを記録した。

## プロキャリア
| 6 ft 4+1⁄2 in (194 cm)      | 251 lb (114 kg) | 32+3⁄4 in (83 cm) | 9+3⁄4 in (25 cm) | 4.83 s | 17 回 |
| All values from NFL Combine |                 |                   |                  |        |       |

スウィニーは、2019年のNFLドラフトで7巡目全体228位指名をされ、ビルズに入団した。その後、2019年5月9日にチームとルーキー契約を結んだ。
2019年9月8日に、シーズン開幕戦であったニューヨーク・ジェッツ戦でNFLデビューを果たし、2回のキャッチで35ヤードを記録した。最終的に、ルーキーシーズンに6試合に出場し、8回のキャッチで114ヤードを記録した。
2020年7月28日に足を負傷したため、アクティブ/PUPリストに入れられた。その後も、PUPリストに入れられていたが、シーズン中盤にコロナウイルスの感染による心筋炎を発症し、シーズン絶望となった。
2021年10月18日のテネシー・タイタンズ戦でキャリア初のタッチダウンを記録した。